# Liste des chansons de The Narrative
The Narrative est un groupe de rock indépendant américain formé en 2008 à New York, Long Island. Il se compose de Suzie Zeldin (chant et clavier) et Jesse Gabriel (chant et guitare). Jusqu'en 2010, il comprenait également Charlie Seich à la batterie.

## Singles
| Titre                       | Année | Album                | Durée | Notes                                                                               |
| --------------------------- | ----- | -------------------- | ----- | ----------------------------------------------------------------------------------- |
| Castling                    | 2008  | Just Say Yes         | 4:19  |                                                                                     |
| Chasing a Feeling           | 2014  | Nouveau Album        | -     |                                                                                     |
| Cherry Red                  | 2010  | The Narrative        | 4:11  |                                                                                     |
| Don't Want To Fall          | 2010  | The Narrative        | 3:22  |                                                                                     |
| Empty Space                 | 2010  | The Narrative        | 4:24  |                                                                                     |
| End All                     | 2010  | The Narrative        | 4:12  |                                                                                     |
| Eyes Closed                 | 2008  | Just Say Yes         | 4:30  |                                                                                     |
| Fade                        | 2010  | The Narrative        | 3:31  | - Bande originale de The Chateau Merroux                                            |
| Hallelujah                  | 2012  | B-Sides and Seasides | 4:23  | - Compilation Friends, au label Fadeaway Records                                    |
| Hard To Keep Your Cool      | 2010  | The Narrative        | 2:44  |                                                                                     |
| Heart of Gold               | 2013  | Songs For Justice    | 3:22  | - Reprise de Neil Young - Compilation Songs For Justice, pour une œuvre caritative. |
| I've Been Thinking          | 2010  | The Narrative        | 4:44  |                                                                                     |
| Karma Police                | 2012  | B-Sides and Seasides | 4:17  | - Reprise de Radiohead                                                              |
| Libra                       | 2008  | Just Say Yes         | 5:25  | - MTV                                                                               |
| Make It Right               | 2012  | B-Sides and Seasides | 3:48  |                                                                                     |
| Silence & Sirens            | 2010  | The Narrative        | 3:56  |                                                                                     |
| Starving For Attention      | 2010  | The Narrative        | 4:39  |                                                                                     |
| Tautou                      | 2012  | B-Sides and Seasides | 4:19  | - Reprise de Brand New                                                              |
| The Moment That It Stops    | 2008  | Just Say Yes         | 4:56  | - MTV,                                                                              |
| The Photographer's Daughter | 2008  | Just Say Yes         | 3:49  |                                                                                     |
| Trains                      | 2010  | The Narrative        | 3:28  |                                                                                     |
| Turncoat                    | 2010  | The Narrative        | 4:20  |                                                                                     |
| Waiting Room                | 2008  | Just Say Yes         | 4:18  | - MTV                                                                               |
| Winter's Coming             | 2010  | The Narrative        | 5:00  |                                                                                     |
| You Will Be Mine            | 2010  | The Narrative        | 4:11  |                                                                                     |